# مناعة سلبية
المناعة السلبية أو المناعة اللافاعلة هي نقل الأجسام المضادة الجاهزة الخاصة بالمناعة الخلطية النشطة لأفراد لا تتوفر لديهم. يمكن أن تحدث المناعة السلبية طبيعيا حين تنتقل الأجسام المضادة الخاصة بالأم إلى الجنين عبر المشيمة، ويمكن أن تحدث اصطناعيا عندما تُنقل مستويات كبيرة من أجسام مضادة لممراض أو ذيفان (محصل عليها من البشر، الأحصنة، أو حيوانات أخرى) إلى شخص لا يملك مناعة عبر عبر نواتج دم تحتوي أجساما مضادا، كما هو الحال في المعالجة بالغلوبيولين المناعي والمعالجة بالمصل المضاد. يُستخدم التمنيع أو التحصين السلبي عندما يكون هنالك خطر كبير للتعرض للإصابة ولا يوجد وقت كافٍ للجسم كي يطور استجابته المناعية الخاصة، أو لتخفيض الأعراض الخاصة بأمراض تثبيط مناعة حدثت الإصابة بها. يمكن أن يُقدّم التحصين المناعي السلبي للأفراد الذين لا يمكنهم تخليق الأجسام المضادة، أو عند تعرضهم لمرض لا يملكون مناعة ضده.

## المكتسبة طبيعيا
المناعة السلبية الأمومية هي نوع من المناعة السلبية المتحصل عليها طبيعيا، ويقصد بها المناعة التي يحصل عليها الجنين أو الرضيع بواسطة انتقال الأجسام المضادة التي تنتجها الأم إليه. يمكن توفير المناعة السلبية المتحصل عليها طبيعيا أثناء الحمل ومن خلال الإرضاع. لدى البشر، تنتقل الأجسام المضادة الخاصة بالأم عبر المشيمة إلى الجنين بواسطة مستقبل FCGRT المتواجد على خلايا المشيمة. ويحدث هذا بشكل خاص أثناء الثلاثي الثالث من الحمل، وغالبا ما تنخفض لدى الأطفال الخدّج. الغلوبيولين المناعي ج (IgG) هو النمط الإسوي الوحيد للأجسام المضادة الذي يمكنه المرور عبر المشيمة البشرية، وهو أكثر أنواع الأجسام المضادة الخمسة شيوعا في الجسم. تحمي الأجسام المضادة من النوع غلوبيولين مناعي ج الأجنة ضد العدوى الفيروسية والبكتيرية. التمنيع مطلوب في الغالب بعد الولادة بفترة وجيزة لوقاية حديثي الولادة من أمراضٍ مثل: السل، التهاب الكبد ب، شلل الأطفال والسعال الديكي، مع ذلك يمكن للغلوبيولين المناعي ج الأمومي أن يثبط تقديم استجابات التلقيح الوقائية خلال العام الأول من حياة الرضيع. عادة ما يُتغلب على هذا التأثير عبر استجابات ثانية لتدعيم المناعة. تحمي الأجسام المضادة الأمومية ضد بعض الأمراض مثل الحصبة، الحصبة الألمانية والكزاز بكفاءة أكبر منها ضد أمراض أخرى مثل شلل الأطفال والسعال الديكي. توفر المناعة السلبية الأمومية حماية مباشرة، لكن الحماية بواسطة الغلوبيولين المناعي ج الأمومي لا تسمتر سوى لمدة عام.
تُوفَّر المناعة السلبية كذلك عبر اللبأ وحليب الرضاعة الذي يحتوي على الأجسام المضادة أ التي تنتقل إلى الطفل وتقدم حماية محلية ضد الفيروسات والبكتيريا المسببة للأمراض حتى يستطيع الطفل حديث الولادة تخليق الأجسام المضادة الخاصة به. تعتمد الحماية بواسطة الغلوبيولين المناعي أ على مدة إرضاع الصغير، وهي أحد الأسباب التي جعلت منظمة الصحة العالية توصي بالإرضاع الطبيعي على الأقل لمدة العامين الأوليين من حياة الرضيع.
تنقل أجناس أخرى فضلا عن البشر الأجسام المضادة الأمومية قبل الولادة ومنها الرئيسيات والأرنبيات (التي تشمل الأرانب والقواع). لدى بعض هذه الأجناس -فضلا عن الأجسام المضادة ج- يمكن كذلك نقل الأجسام المضادة م عبر المشيمة. جميع الثدييات الأخرى في الغالب أو حصريا تنقل الأجسام المضادة الأمومية بعد الولادة عبر الحليب. في هذه الكائنات، يمكن لأمعاء حديثي الولادة امتصاص الغلوبيولين المناعي ج لساعات حتى أيام بعد الولادة. لكن بعد مدة من الزمن لا يصبح حديثو الولادة قادرين على امتصاص الغلوبيولين المناعي ج عبر أمعائهم، وهو حدث يسمى «انغلاق الأمعاء». إن لم يتلق الحيوان حديث الولادة كميات كافية من اللبأ قبل انغلاق الأمعاء، فلن يكون لديه كمية كافية من الأجسام المضادة ج الأمومية في دمه لمحاربة الأمراض الشائعة، ويشار إلى هذه الحالة باسم «فشل النقل السلبي». يمكن تشخيص هذه الحالة عبر قياس كميات الأجسام المضادة ج في دم حديثي الولادة، ويعالج عبر حقن وريدي للأجسام المضادة. هذه الحالة إن لم تُعالج يمكن أن تكون مميتة.

## المكتسبة اصطناعيا
المناعة السلبية المكتسبة اصطناعيا هي تحصين قصير المدى يتحقق عبر نقل الأجسام المضادة، التي يمكن تعاطيها على عدة طرق: كمصل أو بلازما بشرية أو حيوانية، كغلوبين مناعي بشري مجمع للاستخدام الوريدي (IVIG) أو تحت العضلي (IG)، كمعالجة بالغلوبيولين المناعي عالي العيار من متبرعين محصنين أو من متبرعين متعافين من المرض، وكأجسام مضادة وحيدة النسيلة (MAb). يُستخدم النقل السلبي لمنع الإصابة بمرض أو كإجراء احترازي في حالة أمراض نقص المناعة مثل نقص غاما غلوبولين الدم. ويُستخدم كذلك في علاج العديد من أنواع العدوى الحادة، ولمعالجة التسمم. المناعة التي تتولد من التحصين السلبي تدوم من عدة أسابيع إلى أربعة أشهر. يوجد كذلك خطر محتمل لتفاعلات فرط التحسس وداء المصل خاصة من غلوبولين غاما الذي أصله غير بشري. توفر المناعة السلبية حماية مباشرة، لكن الجسم لا يُطور ذاكرة ولذلك يبقى المريض معرضا للإصابة بنفس الممراض لاحقا إلا إذا اكتسب مناعة فاعلة أو خضع للتلقيح.

### تاريخ وتطبيقات المناعة السلبية المصطنعة

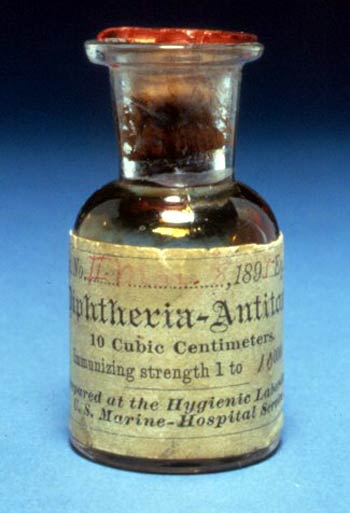
قنينة ترياق الخناق، تعود لسنة 1895.

في عام 1888 أظهر إميل رو وألكسندر يرسن أن التأثيرات السريرية للخناق سببها ذيفان الخناق، وبعد اكتشاف المناعة المبنية على مضاد ذيفان الخناق والكزاز عام 1890 بواسطة إميل فون بهرنغ وكيتاساتو شيباسابورو، أصبح مضاد الذيفان أول نجاح كبير للعلاجي المناعي الحديث. قام شيباسابورو وبهرنغ بتحصين خنازير هندية بنواتج دم من حيوانات تعافت من الخناق وأدركا أن نفس عملية معالجة ارتفاع الحرارة بنواتج الدم الخاص بحيوانات أخرى يمكن أن تعالج البشر المصابين بالخناق. بحلول عام 1896 اعتُبر استعمال مضاد ذيفان الخناق«كأهم تقدم في المعالجة الطبية للأمراض الشديدة العدوى بالقرن التاسع عشر».
قبل اكتشاف اللقاحات والمضادات الحيوية، كانت مضادات ذيفانٍ محددةٍ غالبا العلاجَ الوحيد المتوفر لأمراض معدية مثل الخناق والكزاز. استمرت المعالجة بالغلوبيولين المناعي في كونها خط المعالجة الأول في علاج الأمراض التنفسية الحادة حتى العقد 1930، حتى بعد اكتشاف سلفوناميد.

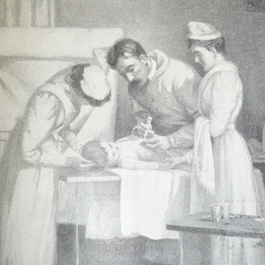
هذه الصورة من مكتبة التاريخ الطبي لجامعة أطباء فيلاديلفيا. وتُظهر حقن مضاد ذيفان الخناق من مصل حصان لطفل صغير، سنة 1895.

في عام 1890 استُخدم العلاج بالأجسام المضادة لعلاج الكزاز حين حُقِن مرضى مصابون بكزاز حاد بمصل مستخلص من أحصنة تملك مناعة في محاولة للقضاء على ذيفان الكزاز ومنع انتشار المرض. منذ العقد 1960 أصبح الغلوبولين المناعي البشري الخاص بالكزاز (TIG) يُستخدم في علاج المرضى غير المحصنين أو المعوزين للقاح أو غير المحصنين بالكامل الذين أصيبو بجروح تتوافق مع تطور الكزاز. مازال تعاطي مضاد ذيفان الحصان العلاج الوحيد الخاص المتوفر ضد التسمم السجقي. مضاد الذيفان الذي يُعرف كذلك باسم المصل فائق التمنيع الغيروي يُعطى في الغالب احترازيا للأفراد الذين تناولوا طعاما ملوثا. استُخدم العلاج بالغلوبولين المناعي الوريدي كذلك بنجاح في معالجة العديد من ضحايا متلازمة الصدمة التسممية أثناء فزع السدادة القطنية في عقد 1970.
استُخدِم العلاج بالأجسام المضادة كذلك في علاج الأمراض المعدية الفيروسية. في عام 1945، تم منع انتشار وباء التهاب الكبد أ بنجاح في مخيم صيفي باستخدام العلاج بالغلوبولين المناعي. وبالمثل منع غلوبولين التهاب الكبد ب بفعالية انتشار التهاب الكبد ب. استُبدلت الأجسام المضادة الاحترازية لمرضي التهاب الكبد أ وب بشكل كبير باللقاحات، ومع ذلك مازال تعاطيها مستمرا عقب التعرض أو قبل السفر إلى مناطق ذات أمراض متوطنة.
في عام 1953، استُخدم الغلوبولين المناعي البشري الخاص بالوقس (VIG) لمنع انتشار الجدري أثناء تفشٍ في تشيناي بالهند واستُمر باستخدامه في علاج المضاعفات الناشئة من التلقيح ضد الجدري. رغم أن الوقاية ضد الحصبة عادة ما تتم عبر التلقيح، غالبا ما تتم معالجته بالغلوبولينات المناعية احترازيا عند التعرض لهذا المرض. الوقاية من الإصابة بداء الكلب مازالت تتطلب استخدام كل من اللقاح والعلاج بالغلوبولين المناعي.
أثناء تفشي فيروس إيبولا في جمهورية الكونغو الديمقراطية، استُخدم دم كامل من مرضى متعافين يحتوي على الأجسام المضادة ضد فيروس إيبولا لمعالجة ثمانية مرضى، وذلك لعدم وجود وسائل فعالة للوقاية آنذاك وتم اكتشاف العلاج لاحقا أثناء وباء إيبولا 2013 بإفريقيا. توفي واحد فقط من المرضى الثمانية المصابين، مقارنة بنسبة وفاة إيبولا النموذجية المقدرة بـ80%، وهذا يوحي بأن العلاج بالأجسام المضادة يمكن أن يساهم في البقاء على قيد الحياة. استُخدم العلاج بالغلوبولين المناعي للوقاية وعلاج استنشاط فيروس الهربس البسيط (HSV)، فيروس جدري الماء النطاقي والفيروس المضخم للخلايا (CMV).

### الغلوبولينات المناعية المرخصة من قبل FDA
رخصت إدراة الغذاء والدواء (FDA) الأمريكية باستخدام الغلوبولينات المناعية التالية ضد الأمراض المعدية احترازيا وللمعالجة المناعية في الولايات المتحدة.
| المرض                                                              | الناتج                                                | المصدر      | الاستخدام |
| ------------------------------------------------------------------ | ----------------------------------------------------- | ----------- | --- |
| التسمم السجقي                                                      | غلوبولين مناعي ج (IgG) خيلي محدد                      | الخيل       | معالجة هيئات التسمم السجقي الناشئة من الغذاء والجروح، يُعالج التسمم السجقي عند الأطفال بالغلوبولين المناعي البشري الخاص بالتسمم السجقي (BabyBIG). |
| الفيروس المضخم للخلايا (CMV)                                       | معالجة وريدية بالغلوبولين المناعي (IVIG) مفرط المناعة | إنسان       | احترازي، يُستخدم في أغلب الأحيان في المرضى الخاضعين لزراعة الكلى.                                                                                 |
| الخناق                                                             | غلوبولين مناعي ج خيلي محدد                            | الخيل       | معالجة الإصابة بالخناق. |
| التهاب الكبد أ، الحصبة                                             | غلوبولين مناعي بشري مجمَّع                              | مصل الإنسان | الوقاية من الإصابة بالتهاب الكبد أ والحصبة. معالجة نقص المناعة الخلقية أو المكتسبة.                                                              |
| التهاب الكبد ب                                                     | الغلوبولين المناعي الخاص بالتهاب الكبد ب              | إنسان       | احترازيا بعد التعرض للمرض، ولوقاية الأطفال ذوي الاحتمال العالي للإصابة (يُتعاطى مع لقاح التهاب الكبد ب).                                          |
| فرفرية قلة الصفيحات المناعية داء كاواساكي عوز الغلوبولين المناعي ج | غلوبولين مناعي ج بشري مجمَّع                            | مصل الإنسان | لمعالجة فرفرية قلة الصفيحات المناعية وداء كاواساكي. الوقاية من/معالجة العدوى الانتهازية لدى المصابين بعوز الغلوبولين المناعي ج.                  |
| داء الكلب                                                          | الغلوبولين المناعي الخاص بداء الكلب                   | إنسان       | احترازيا بعد التعرض للمرض، (يُتعاطى مع لقاح داء الكلب).                                                                                           |
| الكزاز                                                             | الغلوبولين المناعي الخاص بالكزاز                      | إنسان       | معالجة الإصابة بالكزاز. |
| الوقس                                                              | الغلوبولين المناعي الخاص بالوقس                       | إنسان       | معالجة الإصابة المتقدمة بالوقس، بما في ذلك هيئتي التهاب الجلد والعينية (اللتان تنتجان في الغالب بسبب لقاح الجدري لدى الافراد ناقصي المناعة).     |
| جدري الماء                                                         | الغلوبولين المناعي الخاص بجدري الماء                  | إنسان       | احترازيا بعد التعرض للمرض، للأفراد ذوي الاحتمال العالي للإصابة.                                                                                  |

## النقل السلبي للمناعة المتوسطة بالخلية
الاستثناء الوحيد للمناعة الخلطية السلبية هو النقل السلبي للمناعة المتوسَطَة بالخلية، وتسمى كذلك المناعة التكيفية ويتم فيها نقل خلايا لمفاوية بالغة متجولة. نادرة ما تُستخدم المناعة التكيفية لدى البشر، وتتطلب متبرعين متوافقين نسيجيا وهو أمر يصعب إيجاده في العادة ويحمل مخاطر شديدة من داء رفض العائل للطعم. هذه التقنية استُخدمت في البشر لعلاج بعض الأمراض منها بعض الأنواع من السرطان والعوز المناعي. مع ذلك، يُستخدم هذا النوع المتخصص من المناعة السلبية غالبا في المختبرات في مجال علم المناعة لنقل المناعة بين سلالات الفئران «المجاينة» أو المستولدة داخليا والتي هي متوافقة نسيجيا.

## الإيجابيات والسلبيات
استجابة الفرد المناعية الناتجة عن المناعة السلبية «أسرع من إستجابتها عند التلقيح» ويمكنها توفير مناعة للأفراد الذين لا يستجيبون للتلقيح، وتحدث في الغالب خلال ساعات أو أيام. فضلا عن توفيره لمناعة سلبية، للإرضاع تأثيرات إيجابية مستمرة على صحة الرضيع مثل انخفاض احتمال الإصابة بالحساسيات والبدانة.
من سلبيات المناعة السلبية أن إنتاج الأجسام المضادة في المختبرات غالٍ ويصعب القيام به، وفي سبيل إنتاج أجسام مضادة لأمراض معدية هنالك حاجة محتملة إلى آلاف المتبرعين البشر ليتبرعوا بالدم أو إلى دم الحيوانات المحصنة للحصول على هذه الاجسام المضادة. يمكن للمرضى المحصنين بواسطة أجسام مضادة حيوانية تطوير داء المصل بسبب بروتينات الحيوان وتطوير ردود فعل تحسسية خطيرة. يمكن أن يكون العلاج بالأجسام المضادة مستهلكا للوقت ويقدَّم عبر حقن وريدي أو المعالجة الوريدية، في حين أن حقنة اللقاح أقل استهلاكا للوقت ولها نسبة أقل في حدوث مضاعفاتٍ مقارنة بالمعالجة بالأجسام المضادة. المناعة السلبية فعالة لكن لا تدوم سوى لوقت قصير.